# Mlingula
Mlingula è una circoscrizione rurale (rural ward) della Tanzania situata nel distretto rurale di Masasi, regione di Mtwara. Conta una popolazione di 9 095 abitanti (censimento 2012).